# Djabir Saïd-Guerni
Aïssa Djabir (Djabir) Saïd-Guerni (Algiers, 29 maart 1977), عيسى جابر سعيد جورني, is een Algerijnse voormalig atleet, die was gespecialiseerd in de 800 m. Hij werd op deze discipline wereldkampioen, driemaal Afrikaans kampioen en meervoudig Algerijns kampioen en nam tweemaal deel aan de Olympische Spelen.

## Biografie
Saïd-Guerni begon op 13-jarige leeftijd met atletiek. Al snel bleek dat hij uitblonk op de middellange afstand. Op de 1200 m liep hij op 15-jarige leeftijd al 3 minuten en 18 seconden. In 1996, op 19-jarige leeftijd, werd hij al voor een eerste keer Algerijns kampioen op de 800 m. In zijn hele loopbaan zou hij dit nog viermaal overdoen. Op het WK junioren 1996 nam hij deel op de 1500 m, maar sneuvelde al in de voorrondes. Hierna besloot hij te gaan trainen onder begeleiding van zijn vader.
In 1999 maakte Djabir Saïd-Guerni zijn internationale doorbraak. Hij werd kampioen op de Militaire wereldspelen en won onverwachts een bronzen medaille op de wereldkampioenschappen atletiek 1999 in Sevilla. Met een tijd van 1.44,18 eindigde hij achter de meervoudig wereldkampioen Wilson Kipketer (goud; 1.43,30) en de Zuid-Afrikaan Hezekiél Sepeng (zilver; 1.43,32).
Op de Olympische Spelen van 2000 behaalde hij een bronzen medaille op de 800 m. Met zijn tijd van 1.45,16 kwam hij slechts enkele honderdsten van een seconde tekort om Nils Schumann (goud) en Wilson Kipketer (zilver) te kloppen. In maart 2001 trouwde hij met de Algerijnse schermster Wassila Redouane, die hij had ontmoet in Sydney 2000. Op de Spelen van Athene namen ze beide deel, waarbij Saïd-Guerni zevende werd.
Zijn grootste prestatie van zijn atletiekcarrière leverde Djabir Saïd-Guerni in 2003. Op het WK in Parijs veroverde hij een gouden medaille op de 800 m. Met slechts drie honderdste van een seconde versloeg hij de Rus Joeri Borzakovski. De Zuid-Afrikaan Mbulaeni Mulaudzi moest genoegen nemen met het brons op negen honderdste van een seconde achterstand op Saïd-Guerni.
Wegens aanhoudend blessureleed moest Saïd-Guerni in mei 2007 een punt zetten achter zijn atletiekloopbaan.

## Titels
- Wereldkampioen 800 m - 2003
- Afrikaans kampioen 800 m - 2000, 2002
- Afrikaans kampioen 4 x 400 m - 2000
- Algerijns kampioen 800 m - 1996, 1998, 1999, 2000, 2002

## Persoonlijke records
Outdoor
| Onderdeel | Tijd                | Datum            | Plaats   |
| --------- | ------------------- | ---------------- | -------- |
| 400 m     | 46,15               | 12 maart 2000    | Canberra |
| 800 m     | 1.43,09 (nat. rec.) | 3 september 1999 | Brussel  |
| 1000 m    | 2.14,52             | 5 september 1999 | Rieti    |

Indoor
| Onderdeel | Prestatie | Datum            | Plaats   |
| --------- | --------- | ---------------- | -------- |
| 400 m     | 46,71 s   | 13 februari 2002 | Eaubonne |
| 800 m     | 1.47,68   | 10 februari 2002 | Gent     |

## Prestaties

### Kampioenschappen
| Jaar | Wedstrijd                              | Plaats            | Resultaat | Onderdeel | Tijd    |
| ---- | -------------------------------------- | ----------------- | --------- | --------- | ------- |
| 1996 | Pan-Arabische juniorenkampioenschappen | Latakia           | 3e        | 800 m     | 1.50,2  |
| 1997 | Middellandse Zeespelen                 | Bari              | 3e        | 800 m     | 1.47,76 |
| 1998 | Afrikaanse kampioenschappen            | Dakar             | 3e        | 800 m     | 1.46,31 |
| 1999 | WK                                     | Sydney            | 3e        | 800 m     | 1.44,18 |
| 1999 | Universiade                            | Palma de Mallorca | 4e        | 800 m     | 1.46,75 |
| 1999 | Afrikaanse Spelen                      | Johannesburg      | 2e        | 800 m     | 1.45,32 |
| 1999 | Militaire Wereldspelen                 | Zagreb            | 1e        | 800 m     | 1.46,41 |
| 2000 | Olympische Spelen                      | Sydney            | 3e        | 800 m     | 1.45,16 |
| 2000 | Afrikaanse kampioenschappen            | Algiers           | 1e        | 800 m     | 1.45,88 |
| 2000 | Afrikaanse kampioenschappen            | Algiers           | 1e        | 4x400 m   | 3.05,45 |
| 2002 | IAAF World Cup                         | Madrid            | 2e        | 800 m     | 1.44,03 |
| 2002 | Afrikaanse kampioenschappen            | Tunis             | 1e        | 800 m     | 1.45,52 |
| 2003 | WK                                     | Saint-Denis       | 1e        | 800 m     | 1.44,81 |
| 2004 | Olympische Spelen                      | Athene            | 7e        | 800 m     | 1.45,61 |
| 2005 | WK                                     | Helsinki          | 5e        | 800 m     | 1.45,31 |

### Golden League-podiumplekken
| Jaar | Wedstrijd             | Plaats      | Resultaat | Onderdeel | Tijd    |
| ---- | --------------------- | ----------- | --------- | --------- | ------- |
| 2000 | Meeting Gaz de France | Saint-Denis | 1e        | 800 m     | 1.45,99 |
| 2000 | Golden Gala           | Rome        | 1e        | 800 m     | 1.44,32 |
| 2000 | Weltklasse Zürich     | Zürich      | 3e        | 800 m     | 1.43,92 |
| 2000 | Herculis              | Monaco      | 1e        | 800 m     | 1.43,79 |
| 2000 | Memorial Van Damme    | Brussel     | 1e        | 800 m     | 1.43,25 |

## Prestatieontwikkeling
| Jaar | Tijd (800 m) | Plaats   |
| ---- | ------------ | -------- |
| 1996 | 1.52,06      | Sydney   |
| 1997 | 1.46,84      |          |
| 1998 | 1.45,72      | Praag    |
| 1999 | 1.43,09      | Brussel  |
| 2000 | 1.43,25      | Brussel  |
| 2001 | 1.44,55      | Milaan   |
| 2002 | 1.44,03      | Madrid   |
| 2003 | 1.44,60      | Zürich   |
| 2004 | 1.44,44      | Brussel  |
| 2005 | 1.44,80      | Helsinki |
| 2006 | 1.47,59      | Algiers  |

1983 Willi Wülbeck ·
1987 Billy Konchellah ·
1991 Billy Konchellah ·
1993 Paul Ruto ·
1995 Wilson Kipketer ·
1997 Wilson Kipketer ·
1999 Wilson Kipketer ·
2001 André Bucher ·
2003 Djabir Saïd-Guerni ·
2005 Rashid Ramzi ·
2007 Alfred Kirwa Yego ·
2009 Mbulaeni Mulaudzi ·
2011 David Rudisha ·
2013 Mohammed Aman · 
2015 David Rudisha · 
2017 Pierre-Ambroise Bosse · 
2019 Donavan Brazier · 
2022 Emmanuel Korir · 
2023 Marco Arop